# Cantó d'Évry-Nord

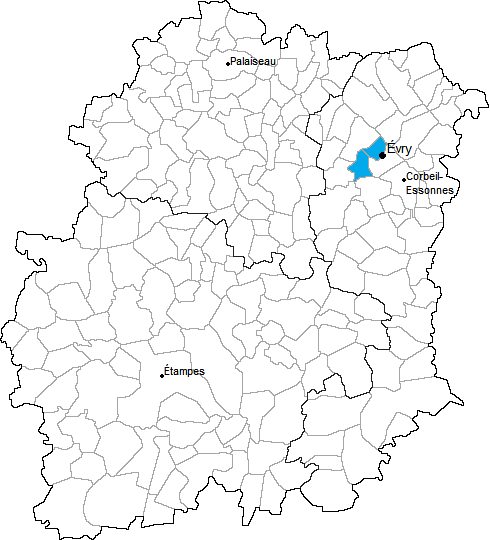
Mapa de situació del cantó.

El cantó d'Évry-Nord és un antic cantó francès al districte d'Évry (departament d'Essonne). Comptava amb el municipi de Courcouronnes i part del d'Évry.
Al 2015 va desaparèixer i el seu territori va passar a formar part del nou cantó d'Évry.

## Història
| Data d'elecció                           | Identitat         | Partit | Qualitat |
| ---------------------------------------- | ----------------- | ------ | -------- |
| 1985-1988                                | Roland Olivier    | RPR    |          |
| 1988-2001                                | François Bousquet | PS     |          |
| 2001-                                    | Michel Berson     | PS     |          |
| les dades anteriors no són pas conegudes |                   |        |          |

## Demografia
| A partir de 1990: Població sense dobles comptes |